# Monowi Twins
Monowi Twins je ljubljanski glasbeni dvojec, ki deluje od leta 2013. Sestavljata ga pevka in besedilopiska Sanja Filipović-Čugura, znana tudi kot Sanja FC, ter avtor glasbe, bendžoist in producent Andi Koglot. Slednji je predavatelj na ljubljanskem inštitutu SAE, na katerem predava elektroakustično in filmsko glasbo (sam je na primer napisal glasbo za film Rimska zgodba in kratki film Nazaj Jana Marina), poleg Monowi Twins pa je del še dveh dvojcev, Apathy Apartment z Damjanom Blažunom (synthpop/emo) in Liamere s Kajo Skrbinšek.
Ime sta si nadela po nebraškem naselju Monowi (/ˈmɒnoʊwaɪ/), ki ga je Andi našel na seznamu ameriških mest z najbolj čudnimi imeni, njegova posebnost pa je, da ima le eno prebivalko (zato ime »dvojčka iz Monowija« deluje nekoliko paradoksno). Njuna glasba sodi v dark americano, žanr, značilen za ameriški Jug in soroden klasičnemu kantriju z bolj temačno liriko, oz. alternativni rock, mešan z dark americano in southern gothicom (kot svoje glavne vzornike navajata zasedbo 16 Horsepower, Nicka Cava in poetiko Davida Lyncha). Po besedah Andija in Sanje gre za »mešanico soula, gospela, ameriškega folka, bluegrassa in (alternativnega) countryja«, ki jo zaznamujejo temačen, umazan, »gritty« zvok in temačna, morbidna besedila. Njun LP-prvenec Hush Now je izšel novembra 2014, maja 2015 pa sta izdala EP Then There Were Three. 20. oktobra 2015 sta nastopila v oddaji Izštekani – spremljali so ju Gašper Povše (violina in ukulele), Eva Razložnik (čelo) in Robi Bulešić (bobni) –, decembra pa na Izštekanih 10 (zaključni prireditvi oddaje za leto 2015) v Kinu Šiška.

### Diskografija
- 5 Tales – EP, april 2014
- Consider The Daffodils − singel, junij 2014
- Hush Now − LP, november 2014
- Then There Were Three − EP, maj 2015